# Bey (Grande Eau)
Der Bey oder auch Bay ist ein Wildbach im Kanton Waadt in der Schweiz. Er entwässert einen Abschnitt der Bergkette nördlich von Les Diablerets in der Gemeinde Ormont-Dessus. Als Zufluss der Grande Eau ist er ein Gewässer im Flussgebiet der Rhone.

## Name
Der Gewässername bay oder bey geht auf spät- bzw. vulgärlateinisch bedum für «Bach, Kanal» zurück.

## Verlauf
Der gut zwei Kilometer lange Bey hat die beiden Quellbäche Ruisseau du Sasset und Ruisseau des Quartets, die nebeneinander am steilen Südhang des Berges Châtillon nordwestlich von Les Diablerets entspringen. Die hohen Abschnitte der Bachrunsen am trockenen Südhang führen nur nach Niederschlägen und bei der Schneeschmelze Wasser. Die ca. 800 Meter hohe Höhenstufe der Bergweiden wird von mehreren Alpsiedlungen aus für die Viehsömmerung genutzt. Der höhere Bereich heisst Sassets und hat dem westlichen Quellbach des Bey den Namen gegeben. Im tieferen Abschnitt Chevril liegt die Bergsiedlung Le Lavanchy. Der Flurname deutet auf die Gefährdung der Stelle durch Lawinen hin. Der östliche Quellbach Ruisseau des Quartets verläuft nahe bei Lavanchy.
Auf der Höhe von ca. 1255 m ü. M. treffen sich die beiden Bergbäche, und von da an heisst das Gewässer Le Bey. Dieser fliesst durch die Siedlung La Gottrausaz und unter der Strasse zum Bergpass Col du Pillon (Route du Pillon; Hauptstrasse 142) hindurch. Kurz darauf mündet er bei der Brücke, die zur alten Kirche am linken Ufer der Grande Eau führt, auf der Höhe von ca. 1115 m ü. M. in diesen Fluss.